# Всесвітній почесний список 500
Програма Організації Об'єднаних Націй з навколишнього середовища (ЮНЕП) заснувала Всесвітній почесний список 500 у 1987 році, щоб відзначити екологічні досягнення окремих людей та організацій у всьому світі.
«Переможці та переможиці Всесвітнього почесного списку 500 ЮНЕП є членами широкого екологічного руху, що розвивається, що процвітає у всьому світі. Вони пішли шляхом, на який більшість із нас вагаються через брак часу чи турботи. Вшановуючи лауреатів та лауреаток Global 500, ЮНЕП сподівається, що інших надихнуть їхні надзвичайні вчинки». Клаус Топфер — виконавчий директор ЮНЕП у 2001 році.
Останні нагороди Global 500 Roll of Honor були вручені в 2003 році. У 2005 році почалася система нагород ЮНЕП під назвою «Чемпіони Землі».

## Нагороджені
З моменту заснування премії в 1987 році понад 719 осіб та організацій, як у дорослих, так і в молодіжних категоріях, були удостоєні нагороди Global 500. Серед видатних переможців:
- Аніл Агарвал, еколог з Індії.[2]
- Сер Девід Аттенборо, продюсер екологічних телевізійних програм.[3]
- Іеліза Боннеллі, морська біологиня Домініканської Республіки 1987 року, яка створила перший заповідник горбатих китів.[4]
- Ґру Гарлем Брунтланн, колишній прем'єр-міністр Норвегії.[5]
- Джиммі Картер, колишній президент Сполучених Штатів. Пізніше він отримав Нобелівську премію миру.[6][7]
- Жак-Ів Кусто, французький морський дослідник.[8]
- Джейн Гудолл з Сполученого Королівства, чиє дослідження диких шимпанзе та оливкових бабуїнів дало уявлення про життя нелюдських приматів.[9]
- Аннеліса Кілборн, британська охорониця природи, ветеринарка і експертка з дикої природи.[10]
- Ґабріель Льюїс-Чарльз, еколог із Сент-Люсії.[9]
- Вангарі Маатаї, засновниця руху Зелених поясів,[11] кенійської низової екологічної організації. Пізніше вона отримала Нобелівську премію миру.
- Гарада Масадзумі, японський медичний дослідник, який активно займався вивченням хвороби Мінамата.[12]
- Франсіско «Чіко» Мендес, бразильський каучуконосець, який був убитий під час його боротьби за порятунок тропічних лісів Амазонки.[13]
- Джордж Монбіот, британський журналіст і дослідник.[14]
- Стівен О. Андерсен, еколог США, за зусилля щодо захисту стратосферного озону[15]
- Микита Моїсєєв, російський учений, провідний фахівець з наслідків ядерної війни — «ядерної зими».[16]
- Кен Саро-Віва, екологічний і правозахисний активіст з Нігерії, який був страчений за те, що очолив опір народу огоні проти забруднення їхньої батьківщини в Дельті.[17]
- Ендрю Сіммонс, екологічний активіст і педагог.[18]
- Северн Сузукі, екологічний активіст.[19]
- Лілі Венізелос, грецька охорониця природи, засновниця і президент Середземноморської асоціації порятунку морських черепах (MEDASSET).[20]

| Ім'я                                                             | Рік  | Категорія Дорослий/Молодь | Організація/ Індивідуально | Країна          |
| ---------------------------------------------------------------- | ---- | ------------------------- | -------------------------- | --------------- |
| Роберт Редфорд                                                   | 1987 | Дорослий                  | Індивідуально              | США             |
| Національне географічне товариство                               | 1987 | Дорослі                   | Організація                | США             |
| Хонда Сайтіро                                                    | 1987 | Дорослий                  | Індивідуально (посмертно)  | Японія          |
| Рух зеленого поясу, Womenaid International                       | 1987 | Дорослі                   | Організація                | Велика Британія |
| Грінпіс                                                          | 1988 | Дорослі                   | Організація                | Нідерланди      |
| Джиммі Картер                                                    | 1988 | Дорослий                  | Індивідуально              | США             |
| Каластос Джума                                                   | 1993 | Дорослий                  | Індивідуально              | США             |
| Філіп, герцог Единбурзький                                       | 1994 | Дорослий                  | Індивідуально              | Велика Британія |
| Пауль Крутцен                                                    | 1996 | Дорослий                  | Індивідуально              | Німеччина       |
| BBC Департамент освіти Всесвітнього обслуговування               | 1997 | Дорослі                   | Організація                | Велика Британія |
| Джейн Гудолл                                                     | 1997 | Доросла                   | Індивідуально              | Індія / США     |
| Нація (Таїланд)                                                  | 1997 | Дорослі                   | Організація                | Таїланд         |
| Сильвія Ерл                                                      | 1998 | Доросла                   | Індивідуально              | США             |
| Озеленення Австралії                                             | 1998 | Дорослі                   | Організація                | Австралія       |
| Федір Конюхов                                                    | 1998 | Дорослий                  | Індивідуально              | Росія           |
| Юрій Лужков                                                      | 1998 | Дорослий                  | Індивідуально              | Росія           |
| Дон Мертон                                                       | 1998 | Дорослий                  | Індивідуально (посмертно)  | Нова Зеландія   |
| Верна Сімпсон                                                    | 1999 | Доросла                   | Індивідуально              | Австралія       |
| Мотоклуб Тойота                                                  | 1999 | Дорослі                   | Організація                | Японія          |
| Крішнан Наїр                                                     | 1999 | Дорослий                  | Індивідуально              | Індія           |
| Fuji Xerox Австралія                                             | 2000 | Дорослі                   | Організація                | Австралія       |
| Волонтери охорони природи Австралія                              | 2000 | Дорослі                   | Організація                | Австралія       |
| Нантаварріна, перша заповідна територія корінних народів у світі | 2000 | Дорослі                   | Організація                | Австралія       |
| Школа Лорел Спрінгс                                              | 1990 | Дорослі                   | Організація                | США             |
| Пол Вінтер                                                       | 1987 | Дорослий                  | Індивідуально              | США             |
| Аніл Агарвал                                                     | 1987 | Дорослий                  | Індивідуально (посмертно)  | Індія           |
| Дафна Шелдрік                                                    | 1992 | Доросла                   | Індивідуально (посмертно)  | Велика Британія |
| Парк Галлер                                                      |      | Дорослі                   | Організація                | Момбаса         |